# Alexander Anatoljewitsch Lykow
Alexander Anatoljewitsch Lykow (russisch Александр Анатольевич Лыков, wiss. Transliteration Aleksandr Anatol'evič Lykov; * 30. November 1961 in Rachja, Oblast Leningrad, RSFSR, Sowjetunion) ist ein russischer Schauspieler.

## Leben
Lykow wuchs ohne Vater auf. Seine Mutter arbeitete in einer Niederlassung von Lomo. Als Kind verletzte er sich schwer an der Wirbelsäule und entkam nur knapp irreparablen Beeinträchtigungen. In seiner Jugend war er erfolgreicher Biathlet und ist Träger des schwarzen Gürtels in Karate. Nach dem Abitur erhielt er einen Arbeitsberuf an einer Bauschule. Parallel zu seinem Studium war er in einem Theaterstudio tätig. 1984 absolvierte er die Schauspielabteilung der Fakultät für Schauspielkunst des Leningrader Staatlichen Instituts für Theater, Musik und Kinematographie (LGITMiK). Danach diente er bis 1985 in den Reihen der sowjetischen Armee im Baubataillon.
Nach seinem Militärdienst wurde er 1985 ins Ensemble des Leningrader Lensovet-Theaters aufgenommen, wo er bis 1988 blieb. Von 1989 bis 1991 war er Schauspieler am Leningrader Theater der jungen Zuschauer. Danach  wechselte er ins Staatstheater  Baltic in Sankt Petersburg. Seit 1994 gehört er dem Ensemble des Territory Theatre an.
Ab 1986 fand er den Weg ins Fernseh- und Filmschauspiel. Nach ersten Nebenrollen war er zwischen 1997 und 1999 in 28 Episoden der Fernsehserie Streets of Broken Lights in der Rolle des Kazanova zu sehen. Von 2018 bis 2019 stellte er in 42 Episoden die Rolle des Lev Glebovich Fedotov in der Fernsehserie Grand dar.
Er ist verheiratet und Vater von zwei Kindern.

## Filmografie (Auswahl)
- 1986: Malenkaya Baba-Yaga (Маленькая Баба-Яга) (Fernsehfilm)
- 1994: Mord in St. Petersburg (Grushko) (Fernsehserie)
- 1996: Rasputin (Rasputin: Dark Servant of Destiny) (Fernsehfilm)
- 1997–1999: Streets of Broken Lights (Ulitsy razbitykh fonarey/Улицы разбитых фонарей) (Fernsehserie, 28 Episoden)
- 2005: Türkisches Gambit: 1877 – Die Schlacht am Bosporus/Höllenschlacht am Bosporus (Turetskiy gambit/Турецкий гамбит)
- 2005: Die Neunte Kompanie (9 rota/9 рота)
- 2013: Die drei Musketiere – Kampf um Frankreichs Krone (Tri mushketera/Три мушкетера)
- 2017: O – Sexuelles Verlangen (O lyubvi/О любви)
- 2018: Grenzgänger – Zwischen den Zeiten (Rubezh/Рубеж)
- 2018–2019: Grand (Гранд) (Fernsehserie, 42 Episoden)
- 2021: Dewjatajew